# Цилов
Цилов (њем. Zülow) општина је у њемачкој савезној држави Мекленбург-Западна Померанија. Једно је од 89 општинских средишта округа Лудвигслуст. Према процјени из 2010. у општини је живјело 149 становника. Посједује регионалну шифру (AGS) 13054123.

## Географски и демографски подаци
Цилов се налази у савезној држави Мекленбург-Западна Померанија у округу Лудвигслуст. Општина се налази на надморској висини од 49 метара. Површина општине износи 7,1 km². У самом мјесту је, према процјени из 2010. године, живјело 149 становника. Просјечна густина становништва износи 21 становника/km².